# Zelandobius albofasciatus
Zelandobius albofasciatus är en bäcksländeart som beskrevs av Mclellan 1993. Zelandobius albofasciatus ingår i släktet Zelandobius och familjen Gripopterygidae. Inga underarter finns listade i Catalogue of Life.